# Katedra Najświętszego Serca Jezusowego w Nowym Delhi
Katedra Najświętszego Serca Jezusowego w Nowym Delhi jest katedrą katolicką i jednym z najstarszych kościołów w Delhi, w Indiach. Wspólnie ze szkołami St. Columbia's, i klasztorem Jezusa i Maryi, zajmuje łączną powierzchnię 14 hektarów w pobliżu południowego krańca Bhai Vir Singh Marg Road na Connaught Place. Uroczystości religijne odbywają się przez cały rok. Jest to główna świątynia archidiecezji Delhi.

## Historia
Ojciec Łukasz, członek pierwszego zakonu Franciszkanów, założonego przez św. Franciszka z Asyżu, podjął inicjatywę budowy kościoła i arcybiskup Agry w 1929 roku ks. dr. E. Vanni położył kamień węgielny w 1929 roku i budowa rozpoczęła się w 1930 roku. Sir Anthony de Mello ofiarował ołtarz główny kościoła, który jest wykonany z czystego marmuru. Arcybiskup Agry ufundował dzwon, szaty i meble ołtarzowe. Projekt finansowany był przez kolonialnych oficerów Imperium Brytyjskiego.

## Architektura
Budynek kościoła został zaprojektowany przez brytyjskiego architekta Henry'ego Medda, i jest wzorowany na architekturze włoskiej. Fasada z białych filarów wspiera dach, a przy każdej stronie katedry znajduje się ganek wejściowy, są również okrągłe arkadowe wieżyczki wznoszące się ponad dachem. Wnętrze ma wysoki zakrzywiony dach, wypolerowane podłogi z kamienia i szerokie łuki.

## Msze i nabożeństwa
Katedra organizuje nabożeństwa w określone dni w roku. Modlitwy odbywają się rano i wieczorem każdego dnia. Głównymi uroczystościami odbywającymi się w katedrze są Wielkanoc i Boże Narodzenie. Najważniejszymi uroczystościami podczas świąt Bożego Narodzenia jest święto Świętej Rodziny z Nazaretu i msza pasterka na godzinę przed północą Wigilii Bożego Narodzenia. Różne kulturowe i społeczne imprezy organizowane są również przez cały rok